# Rafle du Vélodrome d’Hiver
Als Rafle du Vélodrome d’Hiver (auch Rafle du Vél’ d’Hiv’; deutsch Razzia des Wintervelodroms; benannt nach dem größten der Sammelpunkte, dem Vél’ d’Hiv’ in Paris) wird die am 16. und 17. Juli 1942 von französischer Polizei durchgeführte Massenfestnahme und die einige Tage später von Deutschen durchgeführte Deportation von mehreren tausend Juden in die Vernichtungslager Osteuropas bezeichnet.

## Die Razzia
Nach der Kapitulation Frankreichs im Juni 1940 wurde der Norden und Westen Frankreichs von den Deutschen besetzt. Im Süden herrschte das Vichy-Regime unter Marschall Philippe Pétain. Diese Regierung, der die Polizei von ganz Frankreich unterstand, arbeitete mit den deutschen Besatzern zusammen. Nach der Besetzung von Paris wurde dort im September 1940 eine Volkszählung durchgeführt, um die Zahl der Juden (150.000) festzustellen.
Nach gemeinsamer Planung deutscher und französischer Beamter begannen 1942 die Vorbereitungen für eine Massenrazzia in Paris. Es sollten staatenlose und ausländische Juden zwischen 16 und 60 Jahren verhaftet werden. Nur ein Viertel der Juden, die vor Ausbruch des Krieges in Paris lebten, waren in Frankreich geboren worden; die meisten waren Flüchtlinge aus Osteuropa, Deutschland, Österreich und der Tschechoslowakei.
Am 16. und 17. Juli 1942 wurde die Razzia durchgeführt. Viele Männer verließen, durch Gerüchte gewarnt, ihre Wohnungen und tauchten ohne ihre Familien unter, weil sie glaubten, die Verhaftungswelle richte sich in erster Linie nur gegen jüdische Männer. Aus diesem Grund wurden im Verhältnis mehr Frauen und Kinder verschleppt und die Familien wurden durch die Festnahmen oft getrennt. Mehr als 10.000 Juden konnten sich der Festnahme entziehen, weil sie von Polizeibeamten gewarnt worden waren. 13.152 Juden wurden festgenommen. 8160 von ihnen (4115 Kinder, 2916 Frauen und 1129 Männer) wurden in dem Vélodrome unweit des Eiffelturms zusammengepfercht und mussten tagelang dort aushalten. Kinder, die jünger als 16 Jahre alt waren, wollte die Gestapo ursprünglich gar nicht übernehmen; sie wurden ihr von der französischen Verwaltung geradezu aufgedrängt. Mindestens 4.500 französische Polizisten und Gendarmen waren an der Aktion beteiligt. Die Razzia wird als „la grande rafle du Vel’ d’Hiv’“ bezeichnet.
Unter dem Glasdach der Radsporthalle herrschten unerträgliche Temperaturen. Es gab keine Toiletten; Hilfsorganisationen durften nur wenig Nahrung und Wasser auf das Gelände bringen. 30 Menschen starben schon dort. Nach fünf Tagen wurden die Internierten aus dem Vélodrome d’Hiver von französischer Polizei über den Pariser Bahnhof Austerlitz in die Durchgangslager Drancy, Beaune-la-Rolande und Pithiviers (Département Loiret) verbracht. Dort wurden die Kinder von ihren Eltern bzw. Müttern getrennt. Von hier wurden ab dem 19. Juli 1942 zuerst die Erwachsenen mit Viehwaggons in das Vernichtungslager KZ Auschwitz-Birkenau deportiert. Etwa einhundert der gefangenen Menschen begingen vor dem Weitertransport Suizid. Die bei der Razzia gefangenen Kinder blieben noch etwa einen Monat in den Lagern. Sie wurden nach Absprachen zwischen Berlin und Vichy erst ab dem 17. August deportiert und ebenfalls in Auschwitz ermordet. Insgesamt wurden während des Zweiten Weltkriegs 73.853 Juden aus Frankreich deportiert, oftmals unter tätiger Mithilfe französischer Amtspersonen; nur etwa 2600 von ihnen überlebten den Holocaust.

## Gedenken
Seit 1946 befindet sich auf dem Gelände des Velodroms eine private Gedenktafel einer antifaschistischen Organisation zur Erinnerung an die Vorgänge während der Rafle du Vélodrome d’Hiver. Da die Stätte an die Kollaboration französischer Stellen bei der nationalsozialistischen Judenverfolgung während der deutschen Besatzung erinnert, wurden diese Ereignisse in der französischen Öffentlichkeit lange verschwiegen. Nach dem Abriss des Velodroms im Jahre 1959 wurden auf dem Gelände Wohnhäuser und ein Gebäude des französischen Innenministeriums erbaut. 1993 wurde in der Nähe des Standorts am Quai des Grenelles ein Denkmal errichtet und am 17. Juli 1994 in Anwesenheit von Staatspräsident François Mitterrand eingeweiht. Entworfen haben es der Pariser Architekt Mario Azagury und der polnische Bildhauer Walter Spitzer, der zu den Überlebenden von Auschwitz gehört. Am 20. Juli 2008 wurde eine Kranzniederlegungsstätte für die Opfer gegenüber der Metrostation Bir-Hakeim am früheren Standort des Stadions errichtet und eine Gedenktafel dort angebracht.
Etwa seit dem Jahr 2000 wird der 16. Juli oder der darauf folgende Sonntag als Gedenktag „zur Erinnerung an die rassistischen und antisemitischen Verbrechen des État français und zur Ehrung der Gerechten unter den Völkern Frankreichs“ landesweit mit Veranstaltungen begangen.

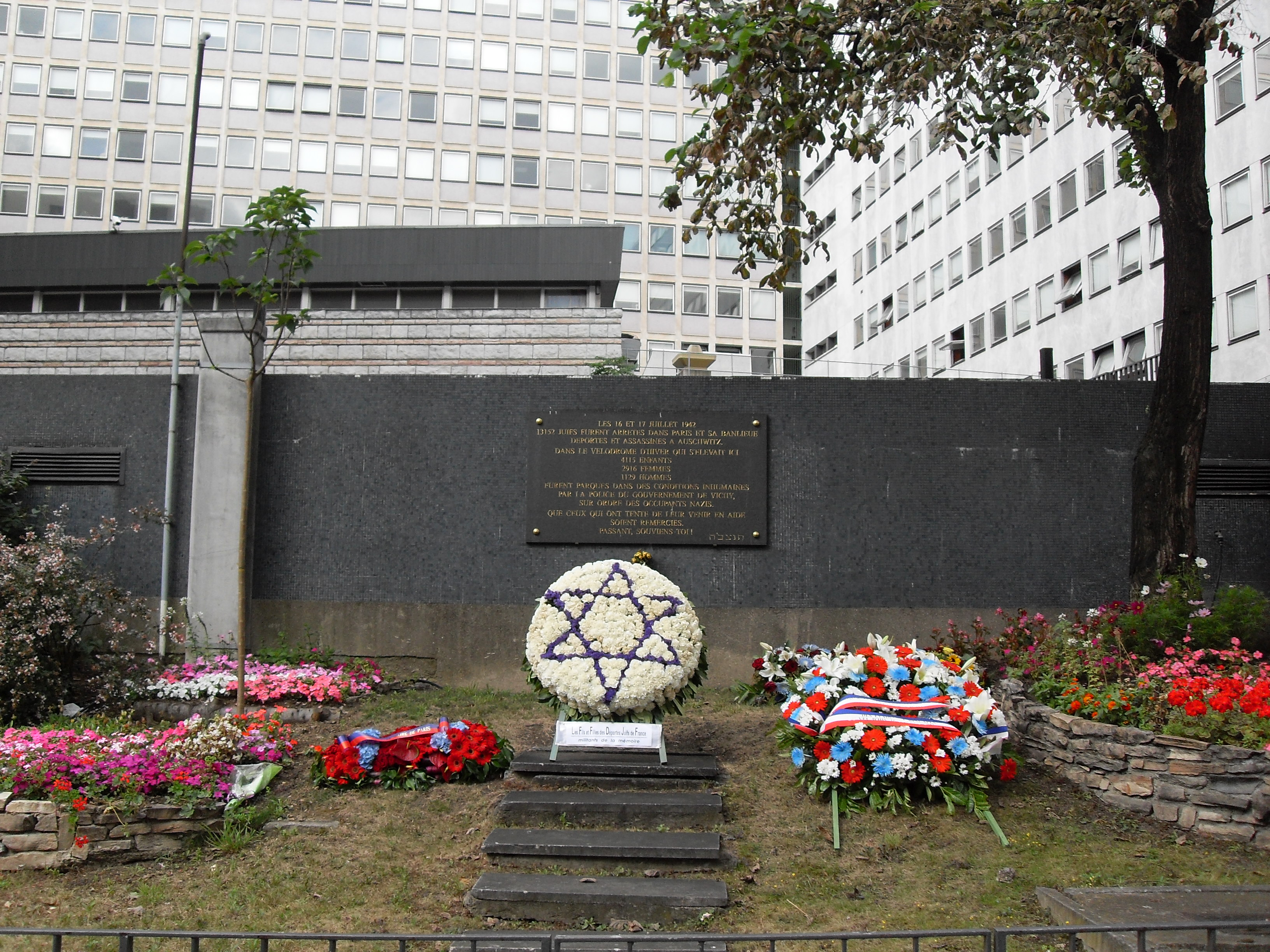
Gedenkstätte am Standort des Stadions (2009)

Die Beteiligung der Vichy-Regierung sowie französischer Polizeibeamter an dieser Aktion war jahrzehntelang ein Tabuthema in Frankreich. Erst am 16. Juli 1995 gestand der damalige französische Staatspräsident Jacques Chirac die französische Mitverantwortung ein und entschuldigte sich öffentlich.
In ihrem Präsidentschaftswahlkampf 2017 kündigte Marine Le Pen den mittlerweile erreichten Konsens auf und erklärte am 9. April im französischen Fernsehen, Frankreich sei für die Judendeportation vom Wintervelodrom nicht verantwortlich. Sie beging damit ihrerseits einen erinnerungspolitischen Tabubruch. Le Pen erklärte in diesem Zusammenhang, sie wolle, dass französische Kinder wieder stolz sein könnten, Franzosen zu sein. Das kollaborierende Vichy-Regime sei „illegal“ gewesen und repräsentiere nicht Frankreich. Mit ähnlichen Argumenten hatten auch frühere Präsidenten wie Charles de Gaulle oder François Mitterrand ein französisches Schuldeingeständnis abgelehnt. Der jüdische Dachverband Crif warf Le Pen daraufhin revisionistische Äußerungen und „Beleidigung Frankreichs“ vor. Wenige Monate später, zum 75. Jahrestag der Geschehnisse am 16. Juli 2017, bekräftigte der neue französische Präsident Emmanuel Macron während einer Gedenkveranstaltung vor Mitgliedern der jüdischen Gemeinde und dem israelischen Ministerpräsidenten Benjamin Netanjahu die Verantwortung seines Landes für die Massenverhaftungen und widersprach damit indirekt Le Pens Äußerung, die er schon im Wahlkampf als „schwerwiegenden Fehler“ bezeichnet hatte. Die Aussagen Macrons wurden nicht nur vom Front National, sondern auch vom linkspopulistischen Politiker Jean-Luc Mélenchon kritisiert, obwohl er Le Pen im Wahlkampf noch wegen ihrer Äußerungen angegriffen und die Schuld Frankreichs zunächst bejaht hatte.

## Filme
Der französische Spielfilm Die Verfolgten (1974, Originaltitel: Les Guichets du Louvre, Regie: Michel Mitrani), der auf einem Roman des Augenzeugen Roger Boussinot basiert, war der erste Kinofilm, der die Ereignisse vom 16. Juli 1942 thematisierte. Sie bilden auch den Rahmen des Spielfilms Monsieur Klein von Joseph Losey aus dem Jahr 1976. Große Teile des Dramas wurden an Originalschauplätzen gedreht. Der Film erhielt 1977 u. a. den französischen Filmpreis César in den Kategorien bester Film und beste Regie.
Am 10. März 2010 kam in Frankreich der Film Die Kinder von Paris (La Rafle) in die Kinos, Regie Roselyne Bosch, produziert von Ilan Goldman, der sich ebenfalls mit den Ereignissen im Vél’ d’Hiv’ beschäftigt. Im selben Jahr wurde der preisgekrönte Spielfilm Sarahs Schlüssel von Gilles Paquet-Brenner veröffentlicht. Das Drama, das auf dem gleichnamigen Roman von Tatiana de Rosnay basiert, erzählt von einer in Paris lebenden US-amerikanischen Journalistin (gespielt von Kristin Scott Thomas), die an einem Artikel zur Massendeportation recherchiert.
Dokumentarisch wird das Thema von Maurice Frydland in seinem Dokumentarfilm Les Enfants du Vel d’hiv aus dem Jahr 1992 behandelt. Eine weitere Dokumentation aus dem Jahr 2017 von Ruth Zylberman rekonstruiert das Schicksal jüdischer Bewohner einer großen Pariser Wohnanlage: Die Kinder aus der Rue Saint-Maur, Nr. 209. Sie findet nur noch wenige Überlebende der Razzia und lässt sie von ihren Erinnerungen an ihre Eltern und die Tage von damals berichten.